# The Boondocks
The Boondocks è una striscia a fumetti del fumettista afro-americano Aaron McGruder, da cui è stata tratta anche una serie animata. La striscia è stata pubblicata inizialmente sul giornale dell'Università del Maryland nel 1996, poi diffusa dalla rivista hip hop The Source nel 1997 ed apparsa per la prima volta nell'aprile 1999 sul Los Angeles Times; la serie si è conclusa il 26 marzo 2006. In Italia è stata pubblicata su Linus.
Il titolo è un'espressione gergale dell'inglese americano, ricalcata sul termine tagalog bundók (lett. "montagna", figurat. "luogo impervio e poco accessibile") ed introdotta dai militari statunitensi di ritorno dalla Guerra filippino-americana (1899-1902), stante ad indicare una zona rurale estremamente isolata e fuorimano e, nella sua accezione più moderna, un ambiente od una persona ritenuti rozzi ed arretrati rispetto ad un contesto cittadino.
Nel 2013, dopo la conclusione della serie, McGruder lanciò una campagna di finanziamento su Kickstarter per realizzare uno spin-off cinematografico sul personaggio di Zio Ruckus, conclusasi purtroppo con un nulla di fatto.

## Trama
La striscia racconta, attraverso lo sguardo disincantato di due bambini afro-americani, gli avvenimenti contemporanei statunitensi con ironia e sarcasmo. Huey e Riley Freeman sono due ragazzini che, per seguire il nonno che è andato in pensione, si trasferiscono dalle strade tumultuose di Chicago alla tranquilla provincia di periferia, nella cittadina di Woodcrest.
La striscia è ricca di note e di sottotesto per dar modo di comprendere tutti i riferimenti.

## Personaggi principali
Huey Freeman - ragazzino di dieci anni votato al radicalismo nero, attacca molto spesso diversi personaggi pubblici quali Bush e il rapper Puff Daddy, ma anche elementi dell'immaginario come Guerre stellari o programmi televisivi americani.
Riley Freeman - il fratellino più piccolo, di 8 anni - sogna invece di diventare un criminale ed è attirato dalla sottocultura violenta delle periferie delle grandi metropoli americane.
Robert Jebediah Freeman è il nonno dei due ragazzini. Molto pragmatico e votato alla disciplina il nonno è alla continua ricerca di tranquillità, sempre messa in pericolo dai due nipoti.
Michael Caesar - è un compagno di classe nonché migliore amico di Huey, di cui condivide molte delle idee. Al contrario di Huey però il giovane Michael è ottimista e speranzoso. Caesar è originario di Brooklyn. Assieme ad Huey ha fondato il giornale "Free Huey World Report".
Thomas e Sara Dubois - una coppia interrazziale che vive vicino ai Freeman. Entrambi sono avvocati. Spesso Thomas si spende in conversazioni sulla politica americana con Huey, da cui viene definito uno yuppie, tanto da spingerlo ad affermare che Thomas non è realmente un nero.
Jazmine Dubois - è la figlia decenne dei Dubois, che sembra avere una cotta per Huey, nonostante la sua freddezza nei suoi confronti. Spesso viene messa in evidenza la sua insicurezza a causa della sua origine multirazziale.
Uncle Ruckus - è un vicino afroamericano mentalmente disturbato dei Freeman, che dimostra ogni momento di odiare la sua stessa razza.

## Altri media

### Televisione
Serie televisiva in quattro stagioni e 55 episodi. Trasmesso a cadenza settimanale, in Italia, da MTV; le stagioni uscite in Italia sono solo le prime due, mentre la terza e la quarta sono inedite. Il programma è terminato il 23 giugno 2014 con un totale di 55 episodi.